# Sergei Gorshkov
Sergei Georgievich Gorshkov (em russo: Серге́й Гео́ргиевич Горшко́в; Kamianets-Podilskyi, Província de Podolsk, Império Russo, 13 [26] de fevereiro de 1910 – 13 de maio de 1988, Moscou, URSS) foi um comandante militar soviético, Almirante da Frota da União Soviética e principal responsável pela construção da frota nuclear e de mísseis da União Soviética. Ocupou o cargo de Comandante da Marinha da URSS e vice-ministro da Defesa entre 1956 e 1985. Foi condecorado duas vezes como Herói da União Soviética (1965 e 1982), além de receber o Prêmio Lenin (1985) e o Prêmio Estatal da URSS (1980). Membro do Comitê Central do PCUS de 1961 a 1988 e deputado do Soviete Supremo da URSS do 4º ao 11º mandato.

## Biografia
Sergei Gorshkov nasceu em 13 (26) de fevereiro de 1910, na cidade de Kamianets-Podilskyi, em uma família de professores. Seu pai, Georgy Mikhailovich, após se formar na Universidade Imperial de Carquive, lecionava matemática no seminário teológico da cidade. Sua mãe, Elena Feodosievna (de solteira Nikityukova), dava aulas de língua russa e literatura no mesmo local.
Em 1913, a família se mudou para Kolomna, onde o pai assumiu o cargo de inspetor das escolas públicas do distrito de Kolomna. Após a Revolução de Fevereiro, ele foi demitido e passou mais de um ano sem trabalho, sobrevivendo como sapateiro. Sergei, com apenas sete anos, também trabalhou como aprendiz com um sapateiro particular. Em 1918, Georgy Mikhailovich voltou a lecionar, primeiro em um curso preparatório e depois na escola pedagógica de Kolomna. No mesmo ano, Sergei ingressou na escola secundária da cidade (atualmente Escola nº 9), concluindo os estudos em 1926. Depois, entrou na Faculdade de Física e Matemática da Universidade de Leningrado.
A vida de Sergei mudou no verão de 1927, durante as férias em Kolomna, quando reencontrou seu amigo Neon Antonov, que havia terminado o primeiro ano da Escola Naval Frunze. Inspirado pelas histórias sobre a Marinha, Serguei decidiu seguir carreira militar naval.
Em outubro de 1927, iniciou o serviço na Marinha. Formou-se com distinção na Escola Naval Frunze em 1931, sendo o quarto melhor do curso. Começou a carreira nas Forças Navais do Mar Negro e de Azov, atuando como oficial de plantão e depois como navegador no contratorpedeiro Frunze. Em março de 1932, foi transferido para a Frota do Pacífico, onde serviu como navegador no navio-minador Tomsk. A partir de janeiro de 1934, foi navegador-chefe da brigada de minagem e varredura, e em novembro do mesmo ano, assumiu o comando do navio-patrulha Burun, que foi considerado o melhor da marinha soviética em 1936. Em março de 1937, tornou-se comandante do contratorpedeiro Razyashchiy.
Em março de 1937, Gorshkov concluiu o curso para comandantes de contratorpedeiros nos Cursos Especiais para Oficiais da Marinha do Exército Vermelho. Em outubro do mesmo ano, tornou-se chefe do estado-maior e, em maio de 1938, comandante da brigada de contratorpedeiros da Frota do Pacífico. Nessa função, participou dos combates no lago Khasan.
Em novembro de 1938, liderou a tentativa de rebocar o contratorpedeiro Reshitelny de Komsomolsk-on-Amur até Vladivostoque. Durante a operação, o navio encalhou nas pedras do Estreito da Tartária, partiu-se em três e foi perdido. Apesar do incidente, após o relatório do comandante da frota, Nikolai Kuznetsov, a Stalin, Gorshkov não foi punido formalmente. No entanto, em fevereiro de 1939, foi afastado do cargo e transferido para a reserva de oficiais do estado-maior da marinha.
Em junho de 1939, foi transferido de volta para a Frota do Mar Negro, assumindo o comando da brigada de contratorpedeiros. Em junho de 1940, foi nomeado comandante da brigada de cruzadores da mesma frota. Em abril de 1941, concluiu, por ensino à distância, o curso de aperfeiçoamento para oficiais superiores na Academia Naval Voroshilov.

## Grande Guerra Patriótica
Em junho de 1941, Gorshkov participou das primeiras ações de combate da Frota do Mar Negro na Grande Guerra Patriótica, liderando a brigada de cruzadores. Destacou-se como comandante naval de alto escalão, principalmente durante a defesa de Odessa, e em especial na operação de desembarque em Grigorievka, em setembro daquele ano.
A partir de 15 de outubro de 1941, assumiu o comando da Flotilha Militar de Azov, com a qual atuou nas operações defensivas de Donbass-Rostov, na operação de desembarque Kerch-Feodósia e na fase defensiva da Batalha pelo Cáucaso. Com a dissolução da flotilha, em 20 de agosto de 1942, tornou-se vice-comandante da zona de defesa de Novorossiysk para assuntos navais e membro do Conselho Militar, participando ativamente da defesa da cidade.
Em novembro de 1942, comandou temporariamente as tropas do 47º Exército na região de Novorossiysk — único caso de um oficial da marinha comandar um exército terrestre durante a guerra. No entanto, o próprio Gorchkov considerava que essa nomeação foi breve e não oficial, servindo mais como coordenador entre as forças navais e terrestres, já que havia comandantes de infantaria experientes presentes.
Em janeiro de 1943, a Flotilha Militar de Azov foi restabelecida, e Gorshkov reassumiu seu comando. Sob sua liderança, a flotilha apoiou ativamente as tropas soviéticas nas operações de Donbass e na ofensiva Novorossiysk-Taman. As forças da flotilha conduziram diversas operações de desembarque no Mar de Azov: em Verbyana, Taganrog, Mariupol, Osipenko e Temryuk. Durante a operação de desembarque Kerch-Eltygen, a flotilha foi responsável pelo transporte das tropas principais e pelo apoio naval no setor de Querche.
No final de dezembro de 1943, Gorshkov foi ferido ao ter seu veículo atingido por uma mina alemã. Foi arremessado pelo para-brisa e sofreu uma lesão na coluna vertebral, passando dois meses hospitalizado.
A partir de abril de 1944, assumiu o comando da recém-criada Flotilha Militar do Danúbio. Liderou suas operações durante as ofensivas de Iași–Chișinău, Belgrado, Apatin-Kaposvár e Budapeste, demonstrando habilidade na coordenação com as forças terrestres. Destacou-se novamente em diversos desembarques táticos e operacionais: travessia do estuário do Dniestre, desembarques em Zhebriany–Vilkovo, Kiliya Nova, Raduyevats, Prahovo, e nas localidades de Geryen, Opatovac e Vukovar.
Entretanto, em dezembro de 1944, foi subitamente destituído do comando da flotilha e transferido para chefiar uma esquadra da Frota do Mar Negro. Como as operações no Mar Negro já haviam cessado há meses, essa mudança foi vista como um rebaixamento. Nessa função, participou da organização da segurança para a Conferência de Yalta.

## Serviço pós-guerra
Após a vitória na Grande Guerra Patriótica, Gorshkov comandou uma esquadra por mais de três anos. Em novembro de 1948, tornou-se chefe do Estado-Maior da Frota do Mar Negro e, em agosto de 1951, seu comandante. Em julho de 1955, foi nomeado primeiro vice-comandante da Marinha Soviética, assumindo, em 5 de janeiro de 1956, o cargo de Comandante da Marinha e vice-ministro da Defesa da URSS, que ocupou até 9 de dezembro de 1985.
Gorshkov foi um grande defensor do desenvolvimento de uma marinha oceânica, com forte ênfase na frota submarina e em missões de longo alcance. Durante quase 30 anos no comando, transformou profundamente a Marinha Soviética, que se tornou uma força oceânica de grande poder. Tornaram-se comuns as missões prolongadas de combate com esquadras operacionais posicionadas no Mediterrâneo, Atlântico, Pacífico e Índico. Introduziu novos tipos de navios e submarinos, incluindo os nucleares com capacidade de mísseis balísticos, além de fortalecer a aviação naval.
Paralelamente à carreira militar, Gorshkov dedicou-se à pesquisa teórica. Publicou cerca de 240 trabalhos científicos e artigos. Foi o primeiro, após Stepan Makarov, a realizar estudos fundamentais sobre arte naval, propondo direções que ainda são relevantes. Analisou a importância estratégica crescente dos oceanos para a civilização e previu o aumento da disputa global pelo seu controle, especialmente entre blocos político-militares rivais. Com base nisso, defendeu que a Marinha se tornava um instrumento essencial de influência política em tempos de paz e um meio decisivo de alcançar objetivos políticos durante guerras em teatros marítimos. Essas ideias guiaram a construção da Marinha Oceânica da URSS sob sua liderança.
Em dezembro de 1985, passou a integrar o Grupo de Inspetores-Gerais do Ministério da Defesa da URSS.
Membro do Partido Comunista desde 1942, Gorshkov passou a integrar o Comitê Central do PCUS em 1961 (sendo candidato desde 1956). Foi também deputado do Soviete Supremo da URSS: representando a Crimeia no Soviete da União durante a 4ª legislatura (1954–1958), a região de Odessa na 5ª (1958–1962), e a RSS da Letônia da 8ª à 11ª legislatura (1970–1989);  além disso, foi deputado do Soviete das Nacionalidades representando a RSS da Letônia durante a 6ª e 7ª legislaturas (1962–1970).
Faleceu em 1988 e foi sepultado no Cemitério Novodevichy. Foi declarado cidadão honorário de Sevastopol (1974), Vladivostoque (1985), Berdiansk (1974), Yeisk e Severodvinsk (1978).

Sergei Georgievich Gorshkov iniciou sua carreira servindo em contratorpedeiros e navios-patrulha, tendo concluído três instituições de ensino naval. Com experiência tanto na Frota do Mar Negro quanto na do Pacífico, ele amadureceu significativamente durante a guerra. Em 1941–1942, participou ativamente das defesas de Odessa e Novorossiysk. O êxito na coordenação entre suas forças navais e as tropas terrestres se deveu em grande parte à sua vivência de comando em ambos os ambientes: mar e terra. Posteriormente, Gorshkov comandou a Flotilha Naval do Danúbio e a Frota do Mar Negro. Atualmente, é o comandante da Marinha Soviética e vice-ministro da Defesa, detendo o posto de Almirante da Frota da União Soviética.— Aleksandr Vasilevsky

## Posições militares
- Capitão-Tenente (17.03.1936).
- Capitão de 3ª patente (1937).
- Capitão de 2ª patente (09.1939).
- Capitão de 1ª patente (1940).
- Contra-almirante (16.09.1941).
- Vice-almirante (25/09/1944).
- Almirante (03.08.1953).
- Almirante da Frota (28.04.1962).
- Almirante da Frota da União Soviética (28/10/1967).

## Memória
- Monumentos em sua homenagem foram erguidos em Kolomna (escultura de L. E. Kerbel) e em Novorossiysk.
- Uma placa memorial foi instalada no edifício do Quartel-General da Frota do Mar Negro e na sede do Fundo de Pensões em Yeisk, onde funcionou o Quartel-General da Flotilha Militar do Mar de Azov de março a setembro de 1943.
- Seu nome foi dado a vários locais e instituições, incluindo:
  - O Hospital Central da Marinha,
  - O Ginásio nº 9 de Kolomna, que ele frequentou até 1926,
  - Ruas e escolas em Kupavna (Balašija), Moscovo, e em novos bairros de Vladivostok e Novorossiysk.
- O cruzador porta-aviões "Vikramaditya", anteriormente conhecido como "Baku", recebeu o nome de SGorshkov após ser vendido à Índia.
- Em 1997, foi criado o Central Sport Club da Marinha, nomeado em sua honra, reconhecendo suas contribuições ao fortalecimento da marinha russa e apoio aos esportes navais.
- Em 2005, foi instituída uma bolsa de estudos em sua memória, concedida anualmente aos melhores alunos do Ginásio nº 9 de Kolomna.
- O navio de guerra "Admiral Flota Sovetskogo Soyuza Gorshkov", uma fragata da classe 22350, também recebeu seu nome.[21]
- A medalha "Almirante Gorshkov", criada pelo Ministério da Defesa da Rússia em 2006, reconhece sua contribuição militar.
- Em 2017, a família Gorshkov doou 92 medalhas e condecorações ao Museu da Vitória na Colina Poklonnaya.[22]

- Um busto de Gorshkov foi instalado em Murmansque, próximo ao ingresso do Instituto Naval Nakhimov.

## Crítica às atividades
A atuação de Gorshkov como Comandante da Marinha Soviética é alvo de críticas por parte de alguns analistas (fontes não especificadas) devido à condução de uma política considerada desequilibrada na construção da frota. Ele teria priorizado a produção de caros cruzadores porta-aviões pesados, em detrimento da construção de porta-aviões convencionais, como os do tipo "Nimitz" norte-americano, capazes de operar em uma ampla gama de missões.
Além disso, há quem afirme que Gorshkov, por interesses pessoais, se opôs ao programa naval promovido pelo Almirante Kuznetsov e favoreceu os interesses do Marechal Ustinov e do complexo militar-industrial soviético. Isso teria resultado numa frota excessivamente variada em tipos de navios, armamentos e sistemas eletrônicos, dificultando a padronização e logística. Apesar do grande número de submarinos e cruzadores pesados construídos, faltavam navios mais versáteis e infraestrutura adequada, incluindo moradia para os militares.
Críticos consideram que o desenvolvimento da frota de superfície foi dispendioso e incoerente. A União Soviética ignorou a necessidade de grandes porta-aviões e optou por produzir quatro tipos diferentes de cruzadores simultaneamente, enquanto os EUA mantinham um único modelo padronizado, o "Ticonderoga", derivado dos destróieres "Spruance". Essa diversidade também afetou os sistemas de armas e eletrônicos: em 20 anos, a URSS introduziu 45 tipos de navios e 30 modelos de mísseis (excluindo os da aviação), contra 16 e 10, respectivamente, nos EUA.